# Vistehulen

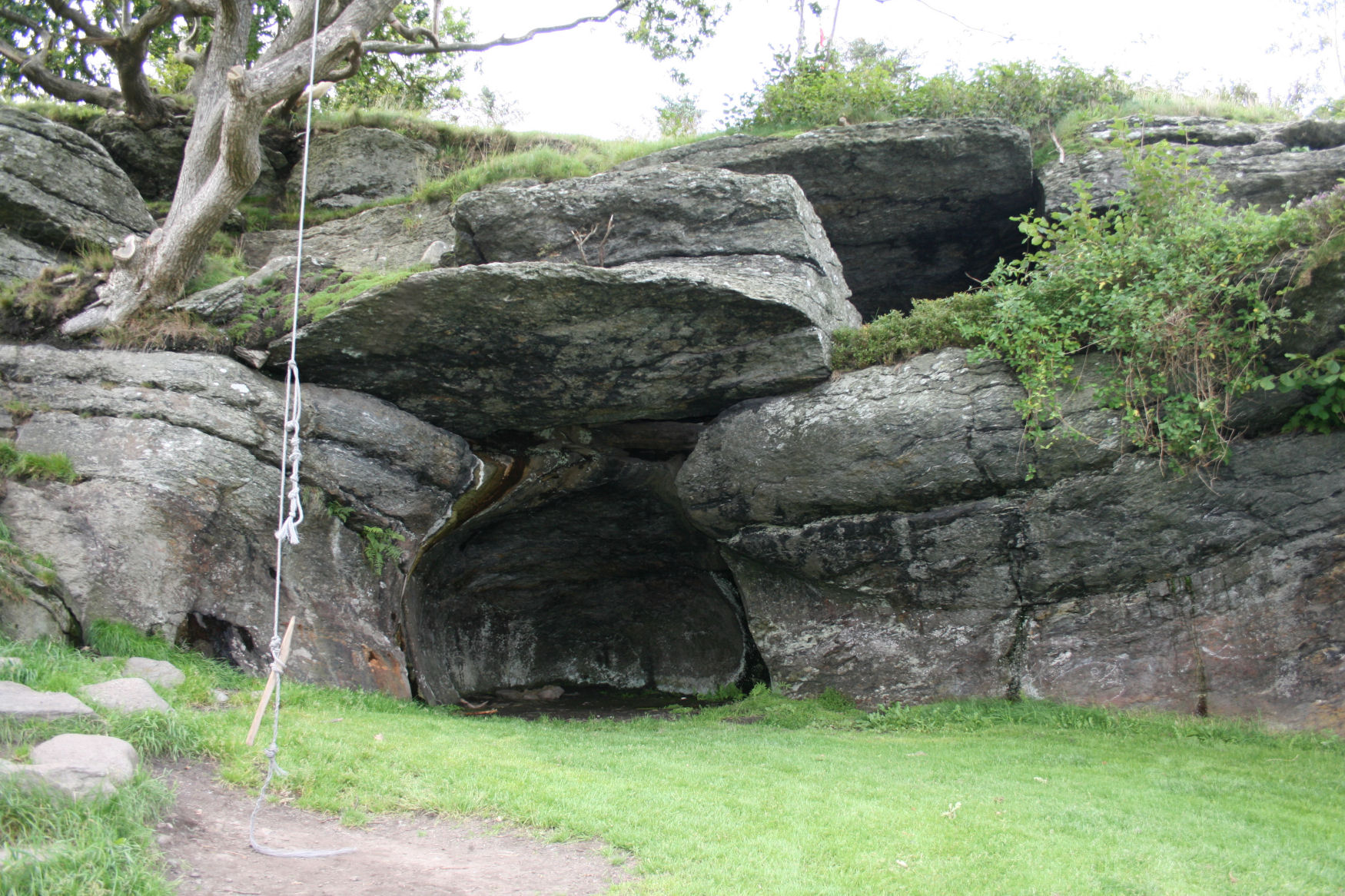
Vistehulen i Randabergs kommun.

Vistehulen är en grotta med en area på 50 m² belägen i Randabergs kommun i norra Jæren i Rogaland fylke i sydvästra Norge. Grottan, som ligger nära havet, var under stenåldern täckt av en tät lövskog. Grottan visar även tydliga spår från folkvandringstiden från stenåldern, bronsåldern. Den har undersökts vid flera tillfällen, första gången år 1907, och i det mer än en meter tjocka kulturlagret har man hittat jakt- och fiskeredskap och måltidsrester såsom musselskal och djurben.
Vid utgrävningen 1907 fann man ett välbevarat skelett av en ung man, Vistegutten, som tros vara 8 200 år gammalt. Fyndet är utställt på  arkeologisk museum i Stavanger.